# The Velvet Rope
The Velvet Rope — шестой студийный альбом американской певицы Джанет Джексон. Выпущен 7 октября 1997 года компанией Virgin Records. Перед его выпуском исполнительница во второй раз оказалась в центре жёсткой торговой войны между лейблами за право подписать с ней контракт. В итоге она продлила свои договорённости с Virgin и подписала беспрецедентный для мировой индустрии звукозаписи договор на $80 миллионов. Джексон стала самым высокооплачиваемым артистом в истории поп-музыки.
Джексон записывала пластинку с Джимми Джемом, Терри Льюисом и Рене Элайзондо. Испытывая с 1995 года глубокую депрессию, певица задумала запись альбома как способ терапии для себя. Она решила создать концептуальный альбом, основной темой которого стало желание любого человека чувствовать себя особенным. Название пластинки The Velvet Rope (рус. «Бархатный шнурок») она интерпретировала как метафорическое выражение этого желания и обозначение тех границ в душе любого человека, которые не дают окружающим узнать о его истинных чувствах. Ещё одной особенностью записи стало эксплуатирование темы секса и социальной тематики, с затрагиванием проблем гомосексуальности, гомофобии, домашнего насилия, а также проблем безопасного секса и СПИДа. Музыкально альбом записан в жанрах поп-музыки и ритм-н-блюза. Стилистически он включал элементы трип-хопа, становившегося всё более популярным хип-хопа, электронной музыки, джаза, фолка и множества иных стилей.
The Velvet Rope получил положительные отзывы от музыкальных критиков, которые называли его главным достижением в карьере Джексон. Одобрение получила музыка альбома, его темы, эмоциональность и откровенность повествования. После выхода диск сразу же занял высшую строчку в американском чарте Billboard 200. Сингл «Together Again» стал для Джексон восьмым хитом номер один в чарте Billboard Hot 100 и оказался одним из самых коммерчески успешных в истории. «I Get Lonely» достиг третьего места в Hot 100. The Velvet Rope был продан в количестве свыше 10 миллионов экземпляров по всему миру и получил статус трижды платинового в США.
Джексон получила две номинации на премию «Грэмми»: видеоклип к её синглу «Got 'til It’s Gone» выиграл в номинации «Лучшее короткое музыкальное видео», а сингл «I Get Lonely» был номинирован в категории «Лучшее женское вокальное исполнение в стиле R&B». Помимо этого, The Velvet Rope удостоился наград American Music Awards, Soul Train Music Awards и GLAAD Media Awards. Пластинка стала одним из знаковых релизов в истории популярной музыки и особенно поп-музыки 1990-х гг.. Диск был занесён в рейтинг «500 величайших альбомов всех времён» по версии журнала Rolling Stone, где занял 259-ю строчку.

## Предыстория

### Новый контракт
С декабря 1995-го по январь 1996 года Джексон снова была в центре торговой войны между крупнейшими лейблами, за право подписать с ней очередной контракт. Чак Филипс из Los Angeles Times писал, что 29-летняя певица снова стала объектом жестокой торговой войны в музыкальной индустрии, когда её договорённости с лейблом Virgin подошли к концу: «Джексон настолько востребована, что, как сообщили некоторые источники, президент Walt Disney Co. Майкл Овитс лично встретился с представителями Джексон в надежде соблазнить её небывалым по прибыльности предложением, с дополнительной возможностью развивать её кинокарьеру». Предложение Disney было венчурной сделкой с лейблом PolyGram. Элис Роусторн сообщала, что управляющий директор Disney Майкл Эйснер стремился подписать контракт с исполнительницей, в надежде расширить влияние компании на музыкальном рынке Северной Америки и, впоследствии, привлечь других артистов к сотрудничеству. Согласно предложенному договору, Джексон должна была разделить свой контракт на две части: в Северной Америке её лейблом бы стал Disney, а в остальном мире её интересы должен был представлять A&M, ставший подразделением PolyGram и бывший первым лейблом исполнительницы. Тем не менее, певица отказалась от предложенной сделки и продлила свою договорённость с Virgin Records, подписав беспрецедентный, на тот момент, контракт на $80 миллионов. Новая договорённость на издание четырёх альбомов стала вторым случаем, когда Джексон поставила рекорд в индустрии звукозаписи; первый произошёл в 1991 году, когда она в первый раз заключила договор с Virgin на сумму около $32–50 миллионов. Продление сделки также побило прежние рекорды, когда брат певицы, Майкл Джексон, и Мадонна смогли заключить сверх-прибыльные контракты на сумму в $60 миллионов. Ян Кэтс из The Guardian отмечал, что она подписала «самый выгодный контракт в истории, бесцеремонно сместив её проблемного брата в статусе монарха от поп-музыки».

### Концепция
Я назвала альбом The Velvet Rope, потому что в нём идёт речь о необходимости чувствовать себя особенным… Которую, я думаю, испытывает каждый. Получается, что те люди, которым приходиться ждать перед бархатным шнурком противопоставлены тем, которые могут спокойно зайти. Ведь они «особенные». И когда все попадают внутрь, опять возникает чувство, что эти «особенные» люди хотят отделиться ото всех. И снова возникает ещё один бархатный шнурок, за которым находится VIP-секция. Необходимость быть особенным, конечно, имеет как положительные, так и отрицательные стороны.
В течение двух лет, с момента окончания тура Janet. World Tour в 1995 году и до выпуска нового альбома в 1997-м, Джексон пыталась справиться с затянувшейся депрессией. Певица признавалась в интервью Опре Уинфри, что «случалось так, что я могла проплакать весь день». Депрессия оказала серьёзное влияние на Джексон. Концепция нового альбома была выражена через его название The Velvet Rope (рус. «Бархатный шнурок»), которое, с одной стороны, использовалось в буквальном значении и обозначало заградительное сооружение с закреплённым на столбах бархатным шнурком, которое обычно отделяет толпу поклонников, зрителей и работников СМИ от знаменитостей. С другой стороны, Джексон использовала это название в метафорическом значении: она говорила о бархатном шнурке, который существует в душе каждого человека и помогает держать его истинные чувства в тайне от окружающих. В целом, альбом стал интроспективным взглядом Джексон на депрессию, которую она пережила. Майкл Сандерс из The Boston Globe описывал пластинку, как «глубокий самоанализ и аудио-журнал путешествия одной женщины в целях самопознания». Несмотря на то, что Джексон часто говорила о том, что использует в альбомах темы из её личной жизни, которые вдохновляют её на создание новой музыки, она признавалась, что считает The Velvet Rope своей самой удачной и откровенной работой. Песни в альбоме были посвящены социальной ответственности и наполнены моралью, в частности: «Together Again», которую певица посвятила своим друзьям, умершим от СПИДа, «What About», написанную о домашнем насилии и «Free Xone», направленную против гомофобии. Таким образом, альбом отразил двух-годичный период «самокопания» Джексон и переоценку ценностей исполнительницей. Она говорила, что со временем научилась задвигать боль на задний план, но в этот момент не справилась с собой и чувствовала себя никому не нужной.
В интервью журналу Ebony исполнительница признавалась, что она обманывала всех — поклонников, друзей и в том числе себя, — изображая самоуверенную женщину, которая может контролировать свою жизнь. Джексон, в какой-то момент, приняла решение больше не прятаться от своих чувств и разобраться в причине своей депрессии. Она говорила, что никогда раньше не задумывалась над её причинами: «Я никогда глубоко не задумывалась над той болью, что проистекает из моего прошлого… никогда не пробовала понять в чём её причина и справиться с ней». Когда Джексон начала «разбираться в себе», то первым итогом этого стало её примирение с сестрой Ла Тойей Джексон, с которой она не общалась пять лет. Певица также призналась, что она была жертвой домашнего насилия. По её словам, один из её давних любовников, имя которого она отказалась раскрыть, применял к ней как эмоциональное, так и физическое насилие. Джексон говорила: «Я хотела сбежать, но не могла, потому что боялась… Но дошла до той точки, когда сказала: „Знаешь что? Мне уже всё равно, что произойдёт“». Певица отмечала, что многие её страхи идут из ранних лет жизни, в особенности, связанные с тем, что у неё не было нормального детства. Однажды её отец сказал, что не хочет, чтобы она называла его папой: «Я никогда не забуду этот момент», — признавалась исполнительница, которая, с того времени, звала своего отца только по имени — «Я была совсем маленькой, мне было где-то 6 или 7 лет, совсем ребёнок, и это было очень больно». В итоге, запись альбома Джексон задумала, как способ борьбы со своими «демонами», как экзамен на стойкость для себя.

## Запись
Потребовалось шесть месяцев, чтобы записать этот альбом, но у меня такое ощущение, что я потратила 31 год. Случалось, что я просто уходила прочь от микрофона и возвращалась через несколько дней, когда могла справиться с собой…
Джексон отмечала, что самый начальный этап записи диска пришёлся на 1995 год и депрессия артистки сказалась именно в этот момент. Студийные сессии проходили тяжело, и она постоянно делала перерывы, чтобы справиться со своими эмоциями. Перерывы между сессиями могли длиться по несколько недель. Над альбомом Джексон работала со своими давними партнёрами Джимми Джемом и Терри Льюисом. Муж певицы Рене Элайзондо также внёс большой вклад в создание песен и был отмечен как соавтор всех треков пластинки. Рене ранее участвовал в записи предыдущих альбомов Джексон, но, как отмечалось в The Washington Post, только в этот раз был отмечен, как автор и продюсер. Основные студийные сессии пришлись на январь — июль 1997 года и проходили в студии Flyte Tyme Productions Studio в Миннеаполисе, штат Миннесота. В общей сложности срок записи занял шесть с половиной месяцев и оказался вдвое дольше того, что занимали более ранние работы певицы.
Джимми Джем рассказывал, что при создании песен команда певицы изменила подход, который они использовали ранее, когда Джем и Льюис создавали трек, а Джексон писала для него текст. Джем отмечал, что исполнительница сначала писала тексты и когда он впервые прочёл «Empty» и «What About», то был удивлён их глубиной. Поэтому, в этот раз, Джексон писала тексты, а музыка создавалась под них. Элайзондо рассказывал, что когда он писал совместно с Джексон, они старались отражать в текстах только то, через что прошли сами. При записи использовалось большое количество семплов. Тоня Пендлтон из Daily News посчитала, что хотя певицу и могли бы обвинить в их избытке, но применены они были интересными способами: дополняли ритмический рисунок или использовались в качестве припева.

## Музыка и тексты песен

### Жанр и стилистика
Этот альбом очень ориентирован именно на ритм-н-блюз и он самый эклектичный для меня на сегодняшний день… Я росла в семье с различными музыкальными вкусами. Моя сестра Ла Тойя слушала Стравинского, Моцарта и Фрэнка Синатру. Мои братья: одни — The Beatles и Cream, другие — Джони Митчелл, Кэт Стивенс и Bee Gees, третьи до сих пор в восторге от Parliament и Sly & Family Stone, в то время, как родители любили блюз и кантри. В 14 лет я влюбилась в джаз и бразильскую музыку, в Жуана Жилберту и Жила Жилберту, Дейва Брубека, Стэна Гетца и Чета Бейкера. Вот из-за этого и появилась вся эта эклектичность.
Песни The Velvet Rope записаны в жанрах поп-музыки и ритм-н-блюза. Составляющая от поп-музыки заключалась в том, что использовались в основном поп-мелодии; ритм-н-блюз был представлен через сложные ритмы. Критики отмечали, что на диске также использованы элементы джаза, фолка и техно. В композициях альбома находили отражения различные элементы широкого спектра музыкальных стилей: фанка, индастриала, соула, драм-н-бейс, хард-рока, кантри, хип-хопа и джаза. Песни были представлены в диапазоне от энергичных танцевальных треков, до сентиментальных поп-баллад. Джей Ар Рейнольдс из журнала Billboard описывал диск, как коллекцию хорошо спродюсированных песен, основой которых были искренние мелодии, обрамлённые заразительными ритмами и битами. Отмечалось, что сотрудничество Джексон с Джемом и Льюисом помогало ей воспроизводить мотауновский звук в утончённых оркестровках, гипер-оптимизм диско и постмодернистские ритм-н-блюзовые холодные ритмы, как с помощью хитроумного цитирования, так и более практичного синтезирования.
Джон Парелес из The New York Times писал, что Джексон, Джимми Джем и Терри Льюис не пытались сделать песни «хитовыми», но взамен постарались подобрать для них наиболее органичные аранжировки: «…звучат то перекрёстные энергичные ритмы, то пышные припевы, подкреплённые семплами, которые создают текстуру и исторический контекст. Альбом скачет от соула к ритм-н-блюзу». Он также сравнивал музыку с работами Кёртиса Мэйфилда и The Supremes, Джеймса Брауна и Chic, P-Funk и A Tribe Called Quest, Принса и Майкла Джексона. Дэрил Исли из BBC Music находила в The Velvet Rope параллели со звучанием Massive Attack и отмечала, что многие видят влияние трип-хопа в этом альбоме.

### Тематика альбома
Тематически и эмоционально, песни альбома охватывали широкий круг тем и чувств, отражая душевное состояние артистки, которое ранее было не известно широкой публике. Отмечалось, что будучи отражением определённого периода жизни Джексон, как это было со всеми её предыдущими записями, The Velvet Rope описывал проблемы взрослой жизни и приближался к тематике работ таких артистов, как Фиона Эппл и Тори Эмос. Альбом затрагивал проблемы низкой самооценки, уверенности в себе, самореализации, межличностных отношений, одиночества и уязвимости. Элиза Гарнер писала, что после прослушивания пластинки может возникнуть множество вопросов по поводу личной жизни Джексон, хотя, на самом деле, наиболее провокационные жесты теряются на фоне главного посыла альбома — поощрении свободных от ярлыков и свободных духом отношений между людьми.
Многие критики отмечали, что альбом затрагивает многие аспекты секса, в связи с чем сравнивали его с диском Мадонны Erotica. Джонатан Бернстейн из The New Your Orserver писал, что The Velvet Rope производит такое впечатление, будто Джексон записывала его думая об альбоме Мадонны, но результаты затрагивания столь откровенных тем стали для двух певиц совершенно разными. С ним соглашались в издании SF Weekly, где отмечали, что «её [Джексон] рискованное предприятие заигрывания с трансгрессивной сексуальностью вышло, на самом деле, искренним, в отличие от расчётливого пиара Erotica Мадонны или сексуальных махинаций Лил Ким и Фокси Браун». Журналисты писали, что в плане секса на диске затронуты такие его аспекты, как садомазохизм, лесбиянство, гомосексуальность, бисексуальность и промискуитет. Однако, в прессе отмечалось, что Джексон писала о сексе, просто как о части жизни и запись не производила впечатления, будто исполнительница поёт об извращениях. Джон Эверсон из The Star Newspapers говорил, что альбом затрагивает взрослые темы, но, вместо того, чтобы эксплуатировать сексуальную тематику (как это делала Мадонна), Джексон рассматривала её с умом и тактом. Результатом стал альбом, который после прослушивания оставляет ощущение личного дневника.
Помимо затронутых личных проблем, секса и борьбы с депрессией, центральную тему альбома Джексон сформулировала, как «необходимость чувствовать себя особенным». Винс Алетти из The Village Voice отмечал, что все звёзды рано или поздно подходят к данной теме, когда начинают «профессорским тоном» поучать и проповедовать. Автор находил в The Velvet Rope ещё одну центральную тему и писал, что помимо «секса и смерти», «в нём есть ещё одна грань, сопровождающая тёмную сторону поп-музыки — её можно назвать славой». Алетти писал, что на самом деле, Джексон не смогла развить свою идею относительно разделяющего людей «бархатного шнура» и в её интерпретации получалось, что «по ту стороны этого шнура не было рая для всех на земле; там находилась какая-то долбаная VIP-комната». Однако, он отмечал, что непростые отношения со славой оказали положительное влияние на альбом и там, где Джексон звучала «как сумасшедшая» (в песнях «You» и «What About»), были лучшие моменты записи. Он говорил, что в песне «Rope Rurn» исполнительница предлагала «войти в её бархатную комнату». Критик предлагал не воспринимать слишком серьёзно эту метафору, но находил её понятнее «бархатного шнурка». Он посчитал, что основным желанием Джексон было заставить слушателей чувствовать себя комфортно, осознать свою личностную «уникальность».

### Композиции
- «Velvet Rope»

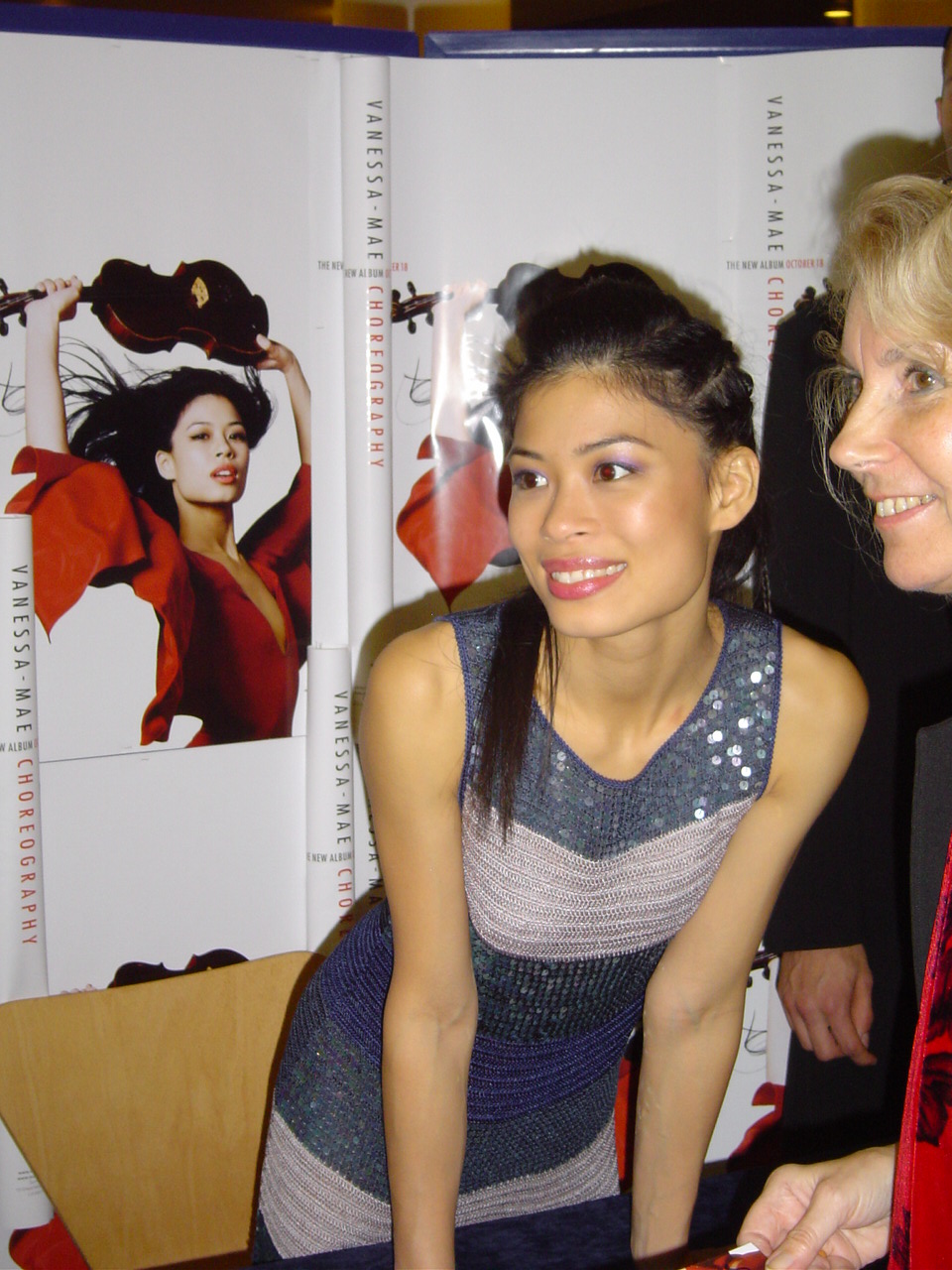
Соло на скрипке в «Velvet Rope» исполнила Ванесса Мэй

Альбом предваряет речитативная интерлюдия «Twisted Elegance» (рус. «Обманчивая элегантность»), в которой Джанет Джексон говорит о том, что необходимость быть особенным стала причиной создания альбома The Velvet Rope. После вступления звучит песня «Velvet Rope» — индастриал/фанк композиция с «закольцованным» семплом, ставшая своеобразным оглавлением альбома. Один из музыкальных критиков отмечал, что заглавная композиция диска «звучит, как приглашение в мир внутренних страстей [Джанет Джексон]». В основу песни были положены два семпла: часть композиции «Mosquito (Aka Hobo Scratch)» группы West Street Mob и вступление из «Tubular Bells» Майка Олдфилда. Соло на скрипке исполнила Ванесса Мэй и критики писали, что её вклад прекрасно дополнил метафоричный текст композиции, а скрипка звучала, как «электрогитара с использованием игры двойными нотами».
В текстовом плане «Velvet Rope» отражает основной смысл альбома, в котором заключено желание Джексон показать, что не нужно бояться своих страхов и желаний. В композиции присутствуют строчки: «Follow the passion/ That’s within you/ Living the truth/ Will set yo free» (рус. «Следуй желанию/ Внутри себя/ Лишь истинная жизнь/ Освободит тебя»). В интервью Дэниелу Смиту из журнала Vibe певица объясняла, что они написаны о внутреннем освобождении. Она говорила: «Мы все рождены особенными, но где-то по пути, мы забываем об этом. И мы хотим снова чувствовать себя особенными. Когда испытываешь это чувство, тебе не нужны снасти для самоутверждения. Ты и так знаешь, кто ты».
- «You»

«You» — это трип-хоповая композиция, которая соединяет в себе пульсирующие басовые партии и положенный в основу семпл из песни «The Cisco Kid» (1973 года) группы War. Джексон исполнила вокальные партии в необычном для неё ключе, в очень низком диапазоне с хриплыми интонациями. Джон Парелес описывал её вокал, как «изнурённое рычание». Критик Крейг Эс Симон писал, что песня напоминает о произведениях Дайаны Росс, до того момента, как переходит к рефрену и «гроулу в стиле Майкла Джексона». Гэри Граф из Rolling Stone отмечал, что строчка «Unleash this sacred child you’ve grown into» (рус. «Дай волю этому святому ребёнку, которого ты вырастила внутри») точно раскрывала стремление Джексон изменить свою жизнь и автобиографичность альбома. Журналист добавлял, что «когда этому ребёнку была дана свобода, он запел обо всём: от межличностных отношений, до неприкрытой сексуальности и далее, — в лучшем моменте „Together Again“, — о потере друзей, умерших из-за СПИДа».
Некоторые журналисты посчитали, что песня была посвящена брату певицы, Майклу Джексону. В частности, Дэниел Смит писал, что в композиции прослеживаются отсылки к «Man in the Mirror». «Она [Джексон] даже звучит столь же своевольно, как это приблизительно делал Майкл в 1987 году в песне „Leave Me Alone“», — посчитал Смит. Тем не менее, сама исполнительница опровергала эти догадки и говорила в интервью MTV, что песня написана о ней: "Я должна была назвать её «Me» ["Я"], а не «You» ["Ты"]. Просто, она же о том, о чём весь The Velvet Rope: не винить кого-то другого". В интервью журналу Vibe Джексон признавалась, что у песни есть и другое значение. Когда её спросили, не боится ли она, что когда-нибудь станет неинтересной публике, она отвечала, что такое вполне может произойти именно с этим альбомом: «Аплодисменты умрут, так происходит с каждым в этом бизнесе. Это как в моей песне „You“. Определяет ли твою ценность то, что о тебе думают? Получая аплодисменты ты ценен? А без аплодисментов — ты ничего не стоишь? Это проблема для многих артистов».
- «Got ’til It’s Gone»

«Got ’til It’s Gone» — это средне-темповая ритм-н-блюз композиция, с большим влиянием хип-хопа. Песня построена на семпле из композиции «Big Yellow Taxi» Джони Митчелл, которая впервые появилась в её альбоме Ladies of the Canyon 1970 года. Джексон самостоятельно связалась с Митчелл, чтобы попросить у неё разрешение на использование семпла. Певица рассказывала: «все говорили, что ничего не получится, но если бы [Митчелл] сказала мне нет, я хотела бы услышать это от неё лично… Я позвонила ей и сказала, что хочу, чтобы она послушала то, что у нас получилось перед тем, как принять решение. И все были удивлены, когда через пару дней она ответила — да». Джексон говорила, что всегда была поклонницей Митчелл (её брат Ренди постоянно слушал записи канадской певицы), но идея использовать часть композиция была предложена Джимми Джемом. К записи песни также был приглашён рэпер Q-Tip, чей вклад был положительно оценен критиками. Смысл песни заключался в том, что людям следует «ничего не принимать, как должное».
Хотя продюсерами композиции значились Джексон, Джем и Льюис, позже участники хип-хоп-коллектива The Ummah (состоит из Q-Tip, J Dilla и Али Шахида Муххамета) утверждали, что они являются продюсерами песни. В материале опубликованном в Pitchfork журналист Нэйт Петрин писал о саунд-продюсировании песни, отмечая, что «Got 'til It’s Gone» «имеет все признаки стиля The Ummah: неосоуловское электронное пианино, приглушённая бочка в сочетании с резкими малыми барабанами, и бас, утопленный столь глубоко, что кажется, что он течёт вместо того, чтобы звучать отрывисто».
- «My Need»

Перед шестой песней альбома звучит интерлюдия «Speaker Phone» (рус. «Громкая связь»), в которой Джексон разговаривает с девушкой по телефону. В журнале Rolling Stone писали, что в «Speaker Phone» «складывается впечатление, что она [Джексон] мастурбирует во время разговора с подружкой». Далее звучит «My Need». В композиции использованы два семпла: отрывки песен «Love Hangover» Дайаны Росс и «You're All I Need to Get By» Марвина Гэя и Тэмми Терелл. Один из критиков описывал композицию, как «более мягкую, замедленную» версию «You Want This» из предыдущего альбома Джексон.
Джонатан Бернштейн из The New York Observer писал, что «My Need» стала отражением «мастурбационного фантазийного мира Мисс Джексон». Джон Парелес также посчитал, что песня написана о сексе и описывал её, как оду «необузданной похоти». Джей Ди Консидин из Entertainment Weekly имел противоположную точку зрения и писал, что «пусть даже она [Джексон] чувствует себя совершенно комфортно в роли развратницы, но я уверен, очевидно, что песня „My Need“, — содержащая слегка развратный текст о том, в чём нуждается Джексон, — она, в конечном счёте, больше о любви, чем о сексе».
- «Go Deep»

Восьмую песню пластинки предваряла интерлюдия «Fasten Your Seatbelts» (рус. «Пристегните ремни безопасности»). Следующая после «Go Deep» — это танцевальная поп-композиция с влиянием фанка, насыщенными ударными и синкопированным ритмом. Ларри Флик писал, что «поп-привкус» этой композиции, делал её одной из самых «заводных» в альбоме. Другие критики придерживались иного мнения и называли песню «утомительной», отмечая, что в ней не было достаточно энергии, чтобы она смогла стать отличным клубным треком.
В текстовом плане, в песне описывается желание Джексон отправиться в клуб, «найти там парня, затащить его домой и заняться с ним сексом». Джей Ди Консидин посчитал, что текст «Go Deep» отражал более откровенную тематику, к которой обратилась исполнительница, даже по сравнению с её предыдущим альбомом: "Одно дело, когда она с придыханиями пела в «Throb» «Твоё тело/Прижимается к моему телу», и совсем другое в «Go Deep», где она возвещает «Я должна забрать его домой/ Где использую его в покое/ Я заставлю его кричать и стонать»". Однако, он излагал и иную точку зрения. Критик посчитал, что весь альбом отражал скорее эмоциональную составляющую секса и в этом аспекте «Go Deep» правильнее было бы назвать «гимном гедонизму», поскольку песня воспевала ту гордость, «в которой Джексон и её друзья находят радость не от секса, а от уверенности в себе, которая позволяет им чувствовать себя сексуально, когда у них появляется подходящее настроение».
- «Free Xone»

Одной из самых высоко оцененных критиками песен в альбоме была «Free Xone» — фанк-композиция, описанная, как «откровенный гимн, направленный против гомофобии». При записи композиции были использованы три семпла: часть музыки из песен ««Think (About It)»» Лин Коллинс и «Joyous» группы Pleasure, а также вокальный отрывок из «Tighten Up» группы Archie Bell & the Drells. В журнале Rolling Stone песню назвали лучшей в альбоме и описывали, как «анти-гомофобский трек, тонко меняющий тональности и ритмы, переходящий от принсовского джема к идеально подобранному семплу из композиции „Tighten Up“ группы Archie Bell and the Drells». Песня имела эклектичное звучание вследствие чего её определяли, как «мульти-текстурированный роман с привлекательным богемным безумством».
Текст песни изложен, как монолог Джексон на тему гомофобии, где она переделывает стандартный сценарий «парень-встречает-девушку» словами «Девушка встречает парня/ Девушка теряет парня / Девушка возвращает классную девушку назад» и подытоживает это фразой «Не бойся быть тем / Кто ты есть, на самом деле». Крейг Эс Симон писал, что вопреки сложности заявленной темы композиции, она получилась «не нравоучительной и политизированной, но лишь страстной и „бьющей в самую точку“».
- «Together Again»

«Together Again» соединяла в себе влияния поп-музыки, диско и хауса. В песне были записаны мощные басовые партии, а её аранжировка создавала атмосферу произведений девичьих соул-групп 1960-х. Ларри Флик из Billboard называл песню одной из лучших танцевальных записей года и посчитал, что с ней певица сделала рискованный шаг, представив публике нетипичный для себя трек, имевший серьёзное влияние хауса. Он описывал композицию, как «интенсивное и эмоциональное путешествие, соединяющее слезливый текст с мускулистым, но совершенно оправданным здесь битом».
«Together Again» была посвящена другу Джексон, который умер из-за СПИДа, а также всем жертвам этой болезни и их родственникам по всему миру. По сообщениям, Джексон решила написать данную песню, как из-за её собственного жизненного опыта, так и из-за того, что однажды получила электронное письмо от поклонника, который оказался маленьким мальчиком из Англии, недавно потерявшим отца.
Знаешь, меня действительно сильно вдохновила одна вещь, «Runaway». Не моя песня, а та, которую написал Луи Вега… Я постоянно слушала её весь этот год, потому что она напоминает то время, когда мне было десять лет и я попала в Студию 54 в Нью-Йорке. Это был первый клуб, который я посетила в Нью-Йорке. И это песня давала мне постоянное ощущение этакого нью-йоркского диско и я захотела создать что-то, что вызывало бы во мне такие же чувства.
Как рассказывал Джимми Джем, «для неё это имело большое значение, потому что песня была о её друге, которого она потеряла из-за СПИДа, но как и с другими её песнями, она старалась сделать её понятной для каждого человека. Идея была в том, чтобы передать через музыку песни радостные чувства». Аранжировка песни была написана за 30 минут Джемом, Льюисом и Джексон в студии звукозаписи. Когда певица придумала мелодию, она написала для песни текст. Джем и Льюис спродюсировали три версии песни: оригинальную танцевальную версию, «Deep Remix» в жанрах R&B и хип-хопа и «Deeper Remix» в жанрах R&B и соула. Оригинальная версия была создана под вдохновением от композиции «Last Dance» Донны Саммер.
- «Empty»

Перед тринадцатой композицией звучит интерлюдия «Online», в которой записаны звуки печатания на клавиатуре и подключения модема. «Empty» представляла собой поп-композицию с пульсирующим электронным битом, стилистическими элементами драм-н-бейс в аранжировке и стакатто-ритмами. Джимми Джем и Терри Льюис создали для песни «роскошные текстуры», которые контрастировали с «воздушными вокальными гармониями» исполненными Джексон. Основой «Empty» были закольцованные семплы с последовательно-нарастающей синтезаторной пульсацией. В The New York Observer писали, что в песне «размышления [Джексон] были дополнены декоративным клавишным лупом, после чего, в целях создания напряжения, [в песне] начинали звучать лёгкие и быстрые, но слегка безумные программированные ударные и закрученные звуковые эффекты». Использованные при записи инструменты напомнили критикам о традиционных индонезийских оркестрах гамелан.
Текст повествует о взаимоотношениях, осуществляемых посредством интернета, и возникающей вследствие этого зависимости. Критики по-разному интерпретировали текст песни. Одни писали, что в нём отражено то состояние, когда человек влюбляется посредством общения по чату. Другие посчитали, что композиция написана о киберсексе.
- «What About»

«What About» была посвящена домашнему насилию. Песня начиналась со звучания акустической гитары, звуков океанских волн и криков птиц, которые создавали атмосферу, близкую к звучанию баллад авторства Babyface. Джексон начинает петь о прогулке по пляжу, во время которой её парень клянётся в вечной преданности и делает предложение выйти за него замуж. Однако, вместо того, чтобы перейти к «хэппи-энду», музыка резко меняет тональность, переходя к ожесточённому, порывистому року, в духе самых «гневных» песен Майкла Джексона. В этот момент Джексон начинает задавать себе мысленно вопросы, отражённые в тексте: «What about the times you hit my face?/ What about the times you kept on when I said „No more please“?» (рус. «Как насчёт тех случаев, когда ты бил меня по лицу?/ Как насчёт того, что ты продолжал, когда я говорила „Остановись, пожалуйста“?»).
Песня получила высокие оценки от журналистов и была описана, как одна и самых откровенных в альбоме. Крейг Эс Симон писал, что в ней Джексон «ревела поверх рычащего рок-бита и давала фору её брату Майклу в его самых злостных вокальных этюдах [и] показывала свою стойкость, давая отпор её любовнику-насильнику, раскрывая весь ад, через который он заставил её пройти». «What About» имела схожую тематику с «This Time» из альбома janet., но была исполнена в ключе, схожем с произведениями Аланис Мориссетт. Отмечалось, что в песне использовалась нецензурная лексика и затрагивалась тема орального секса. Тем не менее, Эрик Хендерсон писал, что для многих может стать сюрпризом, что она использует в этой композиции слово «трахаться» не по отношению к себе. В действительности Джексон пела: «What about the times you said you didn’t fuck her; she only gave you head?» (рус. «Как насчёт того, что ты сказал, что не трахал её; она просто сделала тебе минет?»). Из-за нецензурного содержания песня была исключена из филиппинской версии альбома.
- «Every Time»

«Every Time» — это фортепианная поп-баллада, близкая по тематике и по исполнению к синглу Джексон «Again». В песне исполнительница описывает свою боязнь полюбить кого-то, так как после всегда следует разрыв. Припевы в песне записаны в отличной манере от куплетов и переходят к меланхолии, когда Джексон поёт строчки: «every time I fall in love/It seems to never last» (рус. «Каждый раз, когда я влюбляюсь/ Кажется, что это навсегда»).
- «Tonight’s The Night»

Для альбома Джексон записала кавер-версию песни Рода Стюарта «Tonight’s The Night» (1976), обновлённую посредством современных ударных. По мнению критиков, переработка получилась деликатной. Однако, оригинальный текст песни не был изменён и получалось, что Джексон пела его по отношению к женщине.
- «I Get Lonely»

«I Get Lonely» представляла собой неосоул-композицию, в которой исполненный хором припев сочетался с современным средне-темповым битом. Песню сравнивали с произведением американской группы Dru Hill «In My Bed». «I Get Lonely» начинается с вокально-гармонизированного припева в стиле Gladys Knight & the Pips и слов: «I get so lonely/ Can’t let/ Just anybody hold me/ You are the one/ Who lives in me my dear/ Want no one but you» (русск. «Мне стало так одиноко/ Не могу позволить/ Никому просто обнять меня/ Ты — единственный/ Кто живёт во мне, мой дорогой/ Не нужен никто, кроме тебя»). В журнале Vibe песню называли более убедительной, чем все остальные в альбоме, поскольку её тема одиночества, возможно, отразила реальное состояние Джексон.
- «Rope Burn»

«Rope Burn» — это джазовая композиция с элементами трип-хопа. Некоторые критики посчитали, что в песне прослеживается интерес исполнительницы к теме бондажа. В TheDailyBeast в 1997 году вышла статья, в которой песня упоминается в связи с популяризацией, на тот момент, темы садомазохизма, как рекламной уловки для продажи различных товаров и описывали композицию, как «фантазии о бондаже». Сама Джексон опровергала эти догадки и говорила, что для неё они были смешными. В интервью она рассказывала: «Кто-то сказал мне: „Это же песня о садомазохизме“. Но в ней же говорится „мягкий шнурок горит“ — ничего такого, что может причинить человеку боль. Я просто откровеннее окунулась в свои фантазии, в то, что люблю и то, что не люблю — это ещё одна сторона этого альбома».
- «Anything»

Последующую композицию «Anything», на которую также оказал влияние джаз, Джексон написала, как выражение того, что альбом в целом не «грубый», а «элегантный». Она говорила, что песня написана о том, как доставлять удовольствие другому человеку. «Есть люди которым нравится доставлять удовольствие другим, а есть люди которые любят получать удовольствия. Одну ночь ты выступаешь на одной стороне; другую ночь — на противоположной. Доставляя кому-то удовольствие и видя радость этого человека — ты сам очень возбуждаешься», — объясняла значение песни исполнительница.
- «Special»

Последняя композиция предваряет интерлюдией «Sad», в которой Джексон произносит одну из главных фраз альбома: «Нет ничего более депрессивного, чем иметь всё и продолжать чувствовать себя подавленным». Баллада «Special» отразила основную тему альбома, которая выражается в потребности каждого человека чувствовать себя «особенным». Песня была записана с детским хором, под аккомпанемент гитары и фортепиано и описывалась в прессе, как излишне сентиментальная.

## Продвижение и релиз

Фотография из журнала Vibe, где Джанет Джексон появилась с пирсингом на соске, стала одним из самых знаменитых фото певицы и получила особое внимание на «Шоу Опры Уинфри»

Перед релизом альбома журнал Billboard сообщал, что для продвижения пластинки организовывалась масштабная рекламная кампания. Ненси Берри, бывшая на тот момент вице-президентом международного отделения Virgin Music Group Worldwide, говорила, что подготовка к выпуску The Velvet Rope стала самой масштабной для компании, на тот период времени, и хотя лейбл планировал донести информацию о новом альбоме Джексон до большего числа потребителей, его руководители не хотели чтобы она была слишком навязчивой. Для руководства правами на музыку Джанет Джексон (паблишинга) была основана компания Black Doll. Боб Варкхо, владелец сети музыкальных магазинов, говорил, что новый релиз певицы был приоритетным для оптовых покупателей, так как предполагались его активные продажи в предпраздничный сезон. На момент выпуска пластинки климат в музыкальной индустрии серьёзно изменился и мейнстримом стала музыка в стиле современного ритм-н-блюза, но с большей долей хип-хопа. Менеджеры радиостанций считали, что первый сингл «Got 'til It’s Gone» отлично вписался в эту волну.
В Virgin сделали ставку на продвижение песен на радио и видеоклипов на телевидении. Премьера клипа «Got 'til It’s Gone» прошла чуть раньше показа церемонии MTV Video Music Awards. На MTV также транслировались рекламные ролики альбома, а в метро и на улицах были помещены рекламные баннеры и билборды. Джексон дала многочисленные интервью различным изданиям, в том числе журналам People, Vibe, Vogue, Ebony и Rolling Stone. В середине сентября 1997 года Джексон отправилась в промотур по европейским странам. Одним из новых способов продвижения пластинки стало использование интернета. В сотрудничестве с MTV был организован онлайн-чат с исполнительницей. В период рекламной кампании изменился и имидж Джексон. Как писали в журнале Jet, она предстала в более спортивной форме, у неё появились татуировки и пирсинг. Певица объясняла, что татуировки были настоящими и символизировали для неё важные вещи из её прошлого. Свой новый стиль она описывала, как южноафриканский. В фотосессиях для альбома исполнительница появлялась в обтягивающих платьях, с пирсингом на соске, с вьющимися волосами, окрашенным в красный цвет, которые часто закрывали её лицо, и с густо подведёнными тушью глазами. Как отмечали журналисты, она редко улыбалась на этих фото.

### Синглы
22 сентября 1997 года был выпущен первый международный сингл «Got 'til It’s Gone». В США песня не была выпущена для продажи на физических носителях. Сингл стал очень успешным в Европе, достигнув топ-10 в чартах Дании, Швеции, Нидерландов и Великобритании. Он также попал в топ-20 Норвегии, Италии, Ирландии, Германии, Франции и Финляндии. В остальном мире «Got 'til It’s Gone» показал хороший результат в Австралии (10 место) и Новой Зеландии (4 место). Сингл был сертифицирован, как золотой в Австралии и как серебряный во Франции и Великобритании. Помимо коммерческого успеха, «Got 'til It’s Gone» также стал одним из самых высоко оцененных у профессиональных критиков синглов Джексон. Ларри Флик из Billboard находил в нём после нескольких прослушиваний «роскошную по текстурам запись, которая имеет все шансы запомниться на куда большее время, чем быстро-сгораемая поп-песня». «Got 'til It’s Gone» занял высокие места в рейтингах лучших песен года по всему миру: 17 место в рейтинге лучших синглов года журнала Spin, 22-е в аналогичном рейтинге английского Mixmag, 14-е в рейтинге шведского журнала Pop, первое место в немецком Spex, 26-е в испанском Rock de Lux и вошёл в список синглов года французского издания Les Inrockuptibles.
Выпущенная вторым синглом композиция «Together Again» стала одним из самых успешных хитов Джанет Джексон. Песня возглавляла американский чарт Billboard Hot 100 две недели и достигла 8 позиции в Hot R&B/Hip-Hop Singles & Tracks. «Together Again» также провела рекордные 46 недель в сотне лучших синглов Hot 100. В январе 1998 года сингл получил золотую сертификацию в США. Песня получила аналогичный успех по всему миру. В Австралии песня стала самым успешным синглом певицы, достигнув 4 позиции в национальном чарте и была сертифицирована как дважды-платиновая за 140 тысяч проданных экземпляров. В Канаде сингл достиг 2 позиции и попал в топ-5 чартов большинства европейских стран. Он получил платиновый сертификат в Великобритании, Франции и Германии, дважды-платиновый в Новой Зеландии и золотой в Швейцарии. Таким образом, «Together Again» был продан в количестве более 6 миллионов экземпляров по всему миру, стал самым коммерчески успешным для Джексон и вошёл в список самых продаваемых в мире синглов.
«I Get Lonely» была выпущена, как третий сингл. В ротацию песня поступила в ремиксовой версии, записанной с группой Blackstreet. Отмечалось, что сингл стал последним большим хитом из альбома. Хосе Эф Промайс из Allmusic описывал сингл, как один из самых удачных в карьере Джексон и отмечал, что несколько ремиксов на песню, включённые в компакт-диск, оказались действительно интересными. Песня достигла 3-го места в Billboard Hot 100, а 30 июня 1998 года была сертифицирована, как золотая. Остальные синглы из The Velvet Rope не имели такого же успеха в США. «Go Deep» попала на первую строчку танцевального чарта Hot Dance Club Play и 12-ю строчку чарта Pop Songs. В других странах песня имела больший успех и достигла топ-20 чартов Великобритании, Канады и Новой Зеландии. Выпущенная позже «You» не смогла попасть ни в один мировой чарт, а баллада «Every Time», на которую был снят клип, добралась только до 46-го места в чарте Великобритании.

### The Velvet Rope Tour
В 1998 году Джексон отправилась в мировое турне The Velvet Rope Tour, с концертами в Европе, Северной Америке, Африке, Азии, Новой Зеландии и Австралии. Роберт Хилбёрн из The Los Angeles Times писал: «Турне Джанет Джексон The Velvet Rope оказалось настолько грандиозным и наполненным очарованием бродвейских мюзиклов, что вполне уместно, что она в концертной программке она значится „создателем и режиссёром шоу“». Не все отзывы на шоу были положительными и Джей Ди Консидин из The Baltimore Sun писал, что Джексон «потерялась в толпе» на своём же концерте, но бэк-вокалисты и танцоры помогали сделать выступление оживлённее. Специальную телеверсию концерта из тура The Velvet Rope: Live in Madison Square Garden, показанную телеканалом HBO 11 октября 1998 году, посмотрело более 15 миллионов телезрителей. Двухчасовой концерт побил рейтинги всех четырёх главных телесетей в домах, которые были подписаны на HBO.

## Реакция критики
| Оценки критиков      | Оценки критиков |
| Источник             | Оценка          |
| -------------------- | --------------- |
| Allmusic             | [ 72 ]          |
| BBC Music            | (положительная) |
| Chicago Tribune      | [ 21 ]          |
| Entertainment Weekly | (A)             |
| Le Monde             | (положительная) |
| Los Angeles Times    | [ 18 ]          |
| The New York Times   | (положительная) |
| The Star Newspapers  | [ 27 ]          |
| Robert Christgau     | A−              |
| Rolling Stone        | [ 22 ]          |
| SF Weekly            | (положительная) |
| Slant Magazine       | [ 39 ]          |
| Telepolis            | (положительная) |

The Velvet Rope получил положительные отзывы от музыкальных критиков, большинство которых называли альбом несомненным достижением в карьере Джексон. Эрик Хендерсон из Slant Magazine писал, что был под большим впечатлением от работы и назвал альбом лучшим в карьере певицы. Автор отмечал, что «если уж Джанет Джексон наделала много шума из-за того, что janet. сравнивали с Let’s Get It On, а Rhythm Nation с What’s Going On, тогда The Velvet Rope 1997 года — это однозначно её версия I Want You, соответственно лучшие и наименее „коронованные“ альбомы Джексон и Гэя». Хендерсон назвал диск «самым „взрослым“ альбомом в её карьере» и добавлял, что «The Velvet Rope представляет собой изобилующий мраком шедевр, который можно считать иллюстрацией того, что на самом деле под всеми этими кнутами и цепями скрывается тот факт, что нет ничего сексуальнее, чем эмоциональная нагота». В журнале Rolling Stone альбом получил оценку в 3½ балла из 5, где был раскритикован за большое количество интерлюдий, включённых в пластинку: «Джанет Джексон говорит чересчур много. Семь из 22-х дорожек на The Velvet Rope это так называемые интерлюдии — речитативные мини-записи, которые должны добавить драматизма, но запись и так уже переполнена моральными инструкциями. Складывается впечатление, будто бы Джексон не совсем уверена в убедительности её музыки». Тем не менее, в издании положительно описали альбом в целом: «The Velvet Rope похож на целенаправленное большущее упражнение в честности». Критик в области популярной музыки издания Los Angeles Times Элиза Гарнер также была под большим впечатлением от альбома и, сравнивая его с предыдущим диском исполнительницы janet., писала: «The Velvet Rope набирает скорость там, где janet. в своё время притормаживал, в частности в темах и общей атмосфере; это новая коллекция песен и „интерлюдий“ наполненная социальной, эмоциональной и сексуальной политикой межличностных отношений, переплетённая задумчивыми и энергичными поп-мелодиями и изобретательными R&B-ритмами (являющимися краеугольными камнями звучания Джексон-Джема-Льюиса), которые приправлены убедительными джаз-, фолк- и техно-нюансами». Гарнер также положительно отозвалась о звучании диска: «Конечно, как музыкант Джексон никогда ещё не была такой самоуверенной и амбициозной, как сейчас, плавно переходя от модного, свежего хип-хопа в сингле „Got 'til It’s Gone“, который гармонично сочетает семпл из песни Джонни Митчелл и соблазнительный дополнительный рэп-вокал от Q-Tip, к ритмичному фанку песни „Freexone“ и далее к мерцающему электронному попу в „Empty“; Как правило, певица не так риторична и метафорична в том, что она хочет сказать аудитории, как это делают некоторые другие артисты; но, с такими сильными хуками и столь разнообразными настроениями, сильна ли Джексон по прежнему — это вопрос в пустоту».
Джей Ди Сонсидин из Entertainment Weekly похвалил решимость Джексон петь о сексе, как будто «это просто часть жизни» и утверждал, что «было бы ошибочным оценивать этот альбом исключительно по его текстам». Критик также дал положительную оценку продюсерской работе Джимми Джема и Терри Льюиса, которая «чётко оформляла эмоциональную суть песен Джексон» и закончил рецензию словами: «В конце концов, самое смелое в The Velvet Rope это не разговоры о сексе, а его честность. Забавно, что альбом может быть сравнен с такой же знойной вещью, как Erotica Мадонны, в то время, как он гораздо ближе по своему духу к обезоруживающей эмоциональности Blue Джони Митчелл. Причина последнего в том, что в наиболее показательных моментах в альбоме мы встретимся с одиночеством и уязвимостью, а не с предпочтениями в сексе». Роберт Кристгау дал пластинке высокую оценку «A-», написав: «Почему же я считаю, что эти лёгкие причуды и игривая бисексуальность в-которую-никто-не-поверит этого селф-мейд объекта чисты, как слеза младенца? А всё из-за того, что для неё секс — это действительно удовольствие, а не животная страсть (или даже, за исключением пары моментов, любовь). Потому что её песни о сексе звучат шикарно, в то время как песни о любви — полнейшее клише, и конечно свой вклад вносит то, что её раскритикованный тембр-маленькой-девочки шепчет столь невинно, даже когда она снимает симпатичное французское платье со своей новой подружки. Таким образом, даже при потере какой-либо индивидуальности, уж я то верю, что она сможет сохранить способность внушать восторг, одурачивая саму себя также, как и всех остальных».
Джон Парелес из The New York Times назвал диск «её самым смелым, сложным и совершенным альбомом» и писал: «Очевидно, что Мисс Джексон высчитала идеальный коэффициент, как это однажды пыталась сделать Мадонна. Но её, схожее с работой Мадонны, сообщение о том, что самореализация способна остановить боль, кажется действительно честным, тем более когда оно оказалось подчёркнуто прекрасными небольшими мини-отрывками с речитативом. Что оказалось ещё более важным, так это то, что Мисс Джексон смогла подкрепить её послание амбициозной музыкой. Педантичная, как и сам альбом, Мисс Джексон явно не собирается играть по правилам». Главный обозреватель Allmusic Стивен Томас Эрлевайн дал альбому 2½ балла из пяти и критиковал работу за «полу-порнографический» материал и её «заигрывания с такими темами, как бондаж, пирсинг и бисексуальность». Он утверждал, что «попытки Джексон расширить свой кругозор относительно секса звучат вымученно, будь то отсылки к пирсингу или её переработка песни Рода Стюарда „Tonight's the Night“ в лесбийский гимн. Кроме того, альбом звучит слишком долго, из-за чего лучшие его моменты теряются на общем фоне». Мартин Джонсон из SF Weekly назвал диск «освежающе свободным от „навешивания лапшы на уши“. The Velvet Rope, он конечно о тех внутренних силах, которые помогают человеку поддерживать высокую самооценку и о существующих рисках, что такая самоуверенность может в один момент подвести; Вместо того, чтобы охотиться за дешёвой популярностью, Джексон изображает её сексуальность и желания, просто как часть своего бытия; а в процессе она разрушает стереотип убеждённой в своей сексуальности чёрной женщины». JB из The Daily Vault дал альбому высокую оценку. Отмечая, что некоторые песни в альбоме стали «сиквелами» к композициям из предыдущей студийной работы певицы, критик, тем не менее, находил много положительных сторон в альбоме: удачно встроенные в общую картину пластинки интерлюдии, которые несли дополнительный смысл, новое звучание и общее настроение альбома. Автор обзора пришёл к выводу, что The Velvet Rope идеально продемонстрировал профессиональный и эмоциональный рост Джексон.
Крейг Эс Симон из Telegram & Gazette отмечал, «Джексон в который раз доказала, что может с лёгкостью конкурировать с любой из сегодняшних гипер-продаваемых поп-див и в придачу отправить их всех в нокдаун». Нил Маккормик из The Daily Telegraph осудил попытки Джексон выразить через альбом свою боль от депрессии и писал: «Джанет спутала банальность с мудростью, особенно в том месте, где страдающая певица сообщает нам, что нет ничего более депрессивного, чем „иметь всё и продолжать чувствовать себя подавленным“. Ей не мешало бы узнать больше. Пара недель жизни в полу-разрушенном жилом комплексе в Бредфорде, когда у тебя на плечах восемь детей и жизнь на государственное пособие, несомненно, заставит её быстренько забраться за санитарный кордон вокруг Беверли-Хиллз, где она сможет спокойно изливать свои беды на дорогих психоаналитиков». Тем не менее, Маккормик хвалил «крепкие структуру и аранжировки песен» альбома и описывал The Velvet Rope, как «разнообразный и занимательный эксперимент в ритм-н-блюз-попе». Грег Кот из Chicago Tribune также дал смешанную оценку альбому. Автор раскритиковал тексты песен, которые он посчитал банальными и чересчур сентиментальными, однако, предлагал вместо этого обратить внимание на изобретательные ритмы пластинки. Кот пришёл к выводу: «Когда Джексон ловит нужное настроение, альбом „срывает башню“. Она решается на рваный и бесплотный звук, например, когда полу-поёт полу-говорит в „You“ или предлагает нашему вниманию диковинные, унисонные песнопения в „Freexone“. Даже, несмотря на то, что эти песни затрагивают тяжёлые темы, такие как самореализация и дискриминация, они вызывают бурю эмоций, поскольку звучат великолепно: пьяняще, на разрыв и очень своевременно». Джон Эверсон из The Star Newspapers назвал The Velvet Rope самой глубокой и интригующей работой Джексон на тот момент.
Дерил Исли из BBC Music дала альбому положительную оценку. Автор посчитала, что диск стал самым необычным в карьере певицы, а выпущенные из него синглы были одними из её самых удачных. Отмечая общую затянутость пластинки, Исли полагала, что The Velvet Rope стал, в какой-то мере, отражением танцевальной сцены Великобритании на рынке США, «воспроизводя плотный грув Massive Attack». Обозреватель немецкого журнала Telepolis Армин Медойч сравнивал Джексон с исландской певицей Бьорк, а The Velvet Rope с альбомом Homogenic. Он писал, что «действительно, несмотря на те рамки, в которых [она] находилась из-за планируемого мега-успеха в чартах, — и это в The Velvet Rope слышится отчётливо, — некоторые музыкальные пассажи, как минимум, нетрадиционны, а тексты передают взгляды и идеи, которые выходят за рамки консенсуса, установленного в среднем классе». В итоге критик пришёл к выводу, что альбом стал очередным доказательством умения исполнительницы балансировать между массовой поп-музыкой и хипстерским арт-попом. «Кроме того, альбом является, в целом, типичной работой культурно-либеральных 90-х. Ещё раз Джексон доказала свою способность быть „сейсмографом поп-музыки“, ловя токи времени и делая обобщения так, чтобы большая аудитория могла это воспринять», — писал Медойч.
Хаакон Мослет из норвежской газеты Dagbladet писал, что «в первую очередь, Джанет Джексон очень талантливый художник. И это, как никогда, видно в альбоме The Velvet Rope». Критик отмечал, что самым поразительным в The Velvet Rope стало то, что Джем, Льюис и Джексон смогли сделать столь сложное и разнообразное продюсирование: «…и это заставляет всё остальное, что я слышал в этом году в коммерческой поп-продукции просто исчезнуть. Каждая песня здесь имеет неповторимое звучание. Это, в сочетании с затронутыми Джексон глубокими темами, делает эту запись идеальной для аудио-маньяков, взыскательных ценителей и без разбора бьёт по всей остальной широкой аудитории». В итальянской газете Il Tirreno диск получил смешанную оценку, так как его посчитали «работой очень амбициозной, пожалуй, самой зрелой с точки зрения вокала и тематики (зачастую очень интимной), но слишком эклектичной с точки зрения стиля и чересчур запрограммированной, что ограничивало её спонтанность». Самыми убедительными песнями в альбоме были названы «I Get Lonely» и скрытый трек «Can’t Be Stopped». Стефани Давьет из французской Le Monde дала альбому положительную оценку. Она писала, что от Джексон всегда ожидали музыки «для аэробики», но на The Velvet Rope она смогла раскрыться, как полноценный артист. «Здесь [в альбоме] не ставится вопрос о титуле „королевы поп-музыки“, он просто отброшен в сторону. В тысячи километров далёкая от клише современного ритм-н-блюза, эта запись предстала тёмной шелковистой вселенной, которая стала для меня, на удивление, интригующей и вызывающей доверие», — отмечала Давьет.
В опросе американских критиков Pazz & Jop за 1997 год The Velvet Rope занял 24-е место в рейтинге лучших альбомов, а «Got 'till It’s Gone» — 16-е место в рейтинге лучших синглов. В собственном рейтинге Роберта Кристгау диск занял 48-ю строчку. В своём ежегодном обзоре положения дел в американской музыке, критик писал, что в 1997 году «Джанет Джексон выдала лучший материал, чем супер-звёзды с более лужёными глотками». Журнал Spin поместил диск на 15 строчку в рейтинге лучших альбомов 1997 года. Джонатан Бернстейн писал: многие посчитали, что альбом был написан о сексе, но в действительности «каждая [его] частичка звучала, как откровенное признание в уязвимости и одиночестве, в чём сердце певицы нашло самую тяжёлую работу для себя». Музыкальный критик Ларри Флик из журнала Billboard ставил The Velvet Rope на 2 место в своём списке лучших альбомов года и описал его, как «лучший американский альбом года и самый откровенный и сильный для неё за последние пять лет». Французское издание Libération внесло альбом в число главных международных релизов 1997 года.

### Награды
За The Velvet Rope, синглы из этого альбома и связанные с ним проекты Джексон получила несколько наград и номинаций. На церемонии MTV Europe Music Awards певица взяла награду в номинации «Лучшая исполнительница». На Soul Train Music Awards 1997 года Джексон была удостоена специальной награды «Lena Horne Award — Lady of Soul Recipient» за вклад в борьбу за права человека и выдающиеся достижения в карьере. Американская Ассоциация производителей музыкальных видео удостоила клип «Got 'til It’s Gone» номинаций в четырёх категориях на своей премии MVPA 1997 года: «Поп-видео года», «Лучшая постановка», «Режиссёр года» (Марк Романек) и «Видео года». Клип не смог победить ни в одной из номинаций, хотя, как писала Карла Хэй из Billboard, был фаворитом года.
1998 год принёс Джексон победу на церемонии «Грэмми»; видеоклип к её синглу «Got 'til It’s Gone» выиграл в номинации «Лучшее короткое музыкальное видео». На премии VH-1 Fashion Awards 1998 года клип получил награду, как «Самое стильное музыкальное видео». В этом же году певица удостоилась номинации «Лучший женский альбом года» на американской премии Soul Train Music Awards. На премии Lady of Soul Awards 1998 года Джексон получила три номинации: «Альбом года в стиле R&B/соул», «Лучший сольный сингл в стиле R&B/соул» («I Get Lonely»), «Лучшее музыкальное видео в стиле R&B/соул или рэп» («I Get Lonely»). Клип на песню «Together Again» получил номинацию на MTV Video Music Awards 1998 года, в категории «Лучшее танцевальное видео».
The Velvet Rope был отмечен американским «Национальным форумом превосходства чёрных лесбиянок и геев» и получил премию за выдающийся музыкальный альбом на 9-й ежегодной церемонии GLAAD Media Awards. В 1999 году Джанет Джексон получила очередную номинацию на «Грэмми»: её сингл «I Get Lonely» был номинирован в категории «Лучшее женское вокальное исполнение в стиле R&B». За альбом исполнительница получила награду American Music Award 1999 года в категории «Лучшая R&B/соул исполнительница». На премии «Эмми» 1999 года специальный показ концерта из тура исполнительницы Janet: The Velvet Rope live on HBO получил четыре номинации: «Выдающиеся съёмка/монтаж/видео для специального показа», «Выдающаяся хореография», «Выдающееся освещение для драмы, телесериала, мини-сериала, фильма или специального показа», «Выдающаяся музыкальная режиссура». Специальный показ выиграл награду в первой номинации.

## Коммерческий успех
The Velvet Rope дебютировал на первом месте в Billboard 200 и на втором в Top R&B/Hip-Hop Albums, с продажами в 202 тысячи экземпляров за первую неделю. Джефф Мэйфилд из Billboard писал, что по прогнозам издания, альбом должен был разойтись тиражом в диапазоне от 250 до 300 тысяч экземпляров, но это всё равно было некоторым разочарованием после очень успешного дебюта альбома janet., который был продан в количестве 350 тысяч экземпляров за первую неделю. Во вторую неделю продажи альбома в США упали на 39 % и он опустился до второй позиции в чарте, уступив первенство диску You Light Up My Life: Inspirational Songs Лиэнн Раймс. В третью неделю диск опустился до 5 места. В четвёртую неделю альбом покинул Топ-10, опустившись до 11 места. Вскоре, 11 ноября 1997 года, диск был сертифицирован в США, как золотой, за 500 тысяч отгруженных в магазины экземпляров и, в тот же день, как платиновый, за 1 миллион экземпляров. Пластинке сопутствовал коммерческий успех по всему миру: она дебютировала в топ-5 национальных чартов Австралии, Канады, Франции, Германии, Норвегии, Швеции и Великобритании. В Японии альбом дебютировал на десятом месте с продажами в 34 тысячи 910 экземпляров за первую неделю.
Продажи диска не были такими же успешными, как в случае с janet.. К лету 1998 года в Америке The Velvet Rope провёл только три недели в топ-10 чарта и было продано 2 миллиона экземпляров пластинки, в то время, как janet. возглавлял хит-парад 6 недель подряд и пробыл в топ-10 восемь месяцев, разойдясь тиражом в 5 миллионов. Несмотря на то, что альбом показал наихудший старт продаж в карьере Джексон со времён Control, сама исполнительница заявила, что её не волнуют показатели коммерческого успеха, так как для неё важнее было записать именно такой альбом, который она хотела. Позже вышла статья в Rolling Stone, где говорилось, что продажи альбома были средними на старте, но сохранили положительную динамику и The Velvet Rope стал пятым мульти-платиновым релизом Джексон. Осенью того же года продажи диска в США подскочили после показа концерта из тура Джексон по HBO. 26 марта 1998 года The Velvet Rope стал дважды-платиновым, а 15 января 1999 года — трижды. К январю 1999 года альбом разошёлся тиражом в 2,71 миллиона экземпляров в Америке. В Австралии он стал дважды-платиновым в 1998 году.
По подсчётам компании Nielsen SoundScan к марту 2009 года в Америке было продано 3 миллиона 229 тысяч экземпляров пластинки. Продажи диска по всему миру превысили 10 миллионов экземпляров.

## Влияние на популярную культуру
После релиза The Velvet Rope о Джанет Джексон стали говорить, как о новой гей-иконе. Нил Маккормик из The Daily Telegraph в своей рецензии на альбом писал, что Джексон сделала серьёзную заявку на статус гей-иконы, записав звучащую в стиле дивы «Together Again», исполнив гимн гомосексуальности в джазовой «Free Xone» и, как кульминацию, лесбийскую интерпретацию «Tonight’s the Night» Рода Стюарта. После выпуска альбома появлялись слухи о нетрадиционной ориентации Джексон (вследствие песни «Tonight’s the Night»), но сама исполнительница их опровергла и сказала, что никогда не имела сексуальных контактов с женщинами. В период выпуска альбома певица также проводила социальную программу по борьбе со СПИДом. Часть денежных средств, вырученных с продажи сингла «Together Again», который Джексон посвятила всем жертвам этой болезни и их родственникам, певица пожертвовала в американский фонд борьбы со СПИДом. 17 ноября 1997 года Джанет Джексон была отмечена американским «Национальным форумом превосходства чёрных лесбиянок и геев» за свой активизм в сфере защиты прав ЛГБТ-сообщества. Песня «Free Xone», в которой защищались однополые отношения, описывалась социологом Шейн Ли, как «редчайший случай, в котором известный темнокожий вокалист транслирует романтическую или сексуальную энергетику вне канона гетеронормативности, что сделало [песню] важной вехой в сексуальной политике темнокожего населения».
The Velvet Rope получил широкое признание среди профессиональных критиков и в 2003 году вошёл в рейтинг «500 величайших альбомов всех времён» по версии журнала Rolling Stone, где первоначально занял 256-ю строчку и, в настоящий момент (после обновления рейтинга в 2012 году), занимает 259-ю строку. В журнале писали, что с этим альбомом Джексон навсегда распрощалась со своим прежним имиджем «девчонки-из-соседнего-двора». Мэтт Палмер из онлайн-журнала PerfectSoundForever в ретроспективе карьеры Джексон отмечал, что пластинка, — наряду с Control, Rhythm Nation 1814 и janet., — была одной из её самых тематически связных и впечатляющих в отношении музыкальной составляющей. Журналист отмечал, что The Velvet Rope по сей день остаётся музыкально самым впечатляющим альбомом Джексон. В 2011 году онлайн-издание Slant Magazine внесло пластинку в рейтинг «Лучшие альбомы 1990-х годов», поместив его на 95-ю строчку.
The Velvet Rope оказал влияние на многих современных исполнителей, в том числе на Бритни Спирс, Джастина Тимберлейка, Сиару, Бейонсе, Келли Роуленд и Рианну, которые, как отмечали журналисты, вольно или невольно заимствовали многие его аспекты. Артисты копировали стиль Джексон на период выпуска альбома, её выступления, манеру исполнения и вокальные аранжировки. Современный исполнитель Дрейк постоянно использует семплы из альбома в своих песнях. Наибольшую известность получило сравнение критиками The Velvet Rope и альбома Рианны Rated R (2009). Эрик Хендерсон из Slant Magazine писал, что пластинки были активно сравнены в прессе и в своей рецензии писал: «Оба альбома создают несомненно, полностью автобиографичную атмосферу, но, в итоге, оставляют больше вопросов, чем ответов». Хендерсон отмечал, разница между альбомами заключалась в том, что The Velvet Rope был по настоящему смелым и заставлял сопереживать певице, в то время, как Rated R был записан так, что оставлял ощущение безразличия к тому, что вы о нём подумаете. В Pitchfork также писали, что альбом Рианны стал просто повторением материала The Velvet Rope.

## Список композиций
| №   | Название                                                                    | Автор(ы) | Продюсер (ы)           | Длительность |
| --- | --------------------------------------------------------------------------- | --- | ---------------------- | ------------ |
| 1.  | «Interlude: Twisted Elegance»                                               | Джанет Джексон |                        | 0:41         |
| 2.  | «Velvet Rope» (при участии Ванессы Мэй)                                     | Джексон, Джеймс Харрис III, Терри Льюис, Рене Элайзондо, Малкольм Макларен, Тревор Хорн, Майк Олдфилд                          | Харрис, Льюис, Джексон | 4:55         |
| 3.  | «You»                                                                       | Харрис, Льюис, Джексон, Элайзондо, Герольд Браун, Сильвестр Аллен, Моррис Дикерсон, Ховард Скотт, Лерой Джордан, Чарльз Миллер | Харрис, Льюис, Джексон | 4:42         |
| 4.  | «Got ’til It’s Gone» (совместно с Q-Tip и Джони Митчелл)                    | Джексон, Харрис, Льюис, Элайзондо, Джони Митчелл, Камаль Ибн Фарид                                                             | Харрис, Льюис, Джексон | 4:01         |
| 5.  | «Interlude: Speaker Phone»                                                  | Джексон |                        | 0:54         |
| 6.  | «My Need»                                                                   | Харрис, Льюис, Джексон, Элайзондо, Мэрелин Маклеод, Пэм Савьер, Николас Эшфорд, Валери Симпсон                                 | Харрис, Льюис, Джексон | 3:44         |
| 7.  | «Interlude: Fasten Your Seatbelts»                                          | Джексон |                        | 0:19         |
| 8.  | «Go Deep»                                                                   | Харрис, Льюис, Джексон, Элайзондо                                                                                              | Харрис, Льюис, Джексон | 4:42         |
| 9.  | «Free Xone»                                                                 | Харрис, Льюис, Джексон, Элайзондо, Джеймс Браун, Билли Баттьер, Арчи Белл, Майкл Хэпбёрн                                       | Харрис, Льюис, Джексон | 4:57         |
| 10. | «Interlude: Memory»                                                         | Джексон |                        | 0:04         |
| 11. | «Together Again»                                                            | Джексон, Харрис, Льюис, Элайзондо                                                                                              | Харрис, Льюис, Джексон | 5:01         |
| 12. | «Interlude: Online»                                                         | Джексон |                        | 0:19         |
| 13. | «Empty»                                                                     | Джексон, Харрис, Льюис, Элайзондо                                                                                              | Харрис, Льюис, Джексон | 4:32         |
| 14. | «Interlude: Full»                                                           | Джексон |                        | 0:12         |
| 15. | «What About»                                                                | Джексон, Харрис, Льюис, Элайзондо                                                                                              | Харрис, Льюис, Джексон | 4:24         |
| 16. | «Every Time»                                                                | Джексон, Харрис, Льюис, Элайзондо                                                                                              | Харрис, Льюис, Джексон | 4:17         |
| 17. | «Tonight's the Night»                                                       | Род Стюарт | Харрис, Льюис, Джексон | 5:07         |
| 18. | «I Get Lonely»                                                              | Джексон, Харрис, Льюис, Элайзондо                                                                                              | Харрис, Льюис, Джексон | 5:17         |
| 19. | «Rope Burn»                                                                 | Джексон, Харрис, Льюис, Элайзондо                                                                                              | Харрис, Льюис, Джексон | 4:15         |
| 20. | «Anything»                                                                  | Джексон, Харрис, Льюис, Элайзондо                                                                                              | Харрис, Льюис, Джексон | 4:54         |
| 21. | «Interlude: Sad»                                                            | Джексон |                        | 0:10         |
| 22. | «Special» (включает скрытый трек «Can’t Be Stopped», который звучит с 3:42) | Джексон, Харрис, Льюис, Элайзондо                                                                                              | Харрис, Льюис, Джексон | 7:55         |

| №   | Название                                                                            | Автор(ы)                          | Длительность |
| --- | ----------------------------------------------------------------------------------- | --------------------------------- | ------------ |
| 22. | «Special»                                                                           | Джексон, Харрис, Льюис, Элайзондо | 3:21         |
| 23. | «God's Stepchild» (включает скрытый трек «Can't Be Stopped», который звучит с 3:42) | Джексон                           | 7:55         |

| №  | Название                                             | Длительность |
| -- | ---------------------------------------------------- | ------------ |
| 1. | «Got 'til It's Gone» (Armand Van Helden Bonus Beats) | 5:05         |
| 2. | «Together Again» (Tony Humphries 12" Edit Mix)       | 9:57         |
| 3. | «I Get Lonely» (Janet vs Jason – The Club Remix)     | 8:10         |
| 4. | «Go Deep» (Vocal Deep Disco Dub)                     | 8:12         |
| 5. | «Every Time» (Jam & Lewis Disco Remix)               | 4:10         |

## Участники записи
Список участников записи The Velvet Rope с сайта Allmusic.
Музыканты
| - Дэвид Берри — гитара - Ли Блески — аранжировка струнных - Йан Чонг — скрипка - Кэролин Доус — скрипка - Хэнли Доус — скрипка - Глен Доннеллен — альт - Линн Эриксон — струба - Чарльз Грэй — альт - Алиса Хэнсон — вокальные партии - Рэйвалине Харрелл — хормейстер - Шаунетт Херд — вокальные партии - Камилла Хеллер — виолончель - Джошуа Коестенбаум — виолончель - Келли Конно — вокальные партии - Тина Лэндон — вокальные партии - Бренда Микенс — скрипка - Джони Митчелл — исполнитель - Дебби Моррисон — вокальные партии - Дейл Ньютон — виолончель - Кен Холмен — кларнет, флейта, саксофон | - Вилли Норвуд — хормейстер - Алис Превес — альт - Prof. T. — вокальные партии - Q-Tip — рэп, исполнитель - Мирна Рэйн — альт - Н иколас Рэтс — гитара - Гэри Рейнор — бас - Александр Ричбург — вокальные партии, программирование ударных, аранжировка ритмов - Мико Сэлон — вокальные партии - Майк Скотт — гитара - Лесли Шанк — скрипка - Дэрил Скобба — виолончель - Лиз Собиески — скрипка - Майк Собиески — скрипка - Дарья Тедески — скрипка - United Children’s Choir — хор - Ванесса Мэй — скрипка, исполнитель - Джеймс «Биг Джим» Райт — орган, клавишные, вокальные партии, аранжировка ритмов |

Ответственные за выпуск и оформители
| - Флавия Куретеу — дизайн - Стив Дарки — ассистент инженера - Рене Элайзондо — исполнительный продюсер - Брайн Гарднер — мастеринг - Стив Гердес — дизайн - Стив Ходж — инженер, сведение - Джанет Джексон — вокал, бэк-вокал, продюсер, исполнительный продюсер, аранжировка вокальных партий, аранжировка ритмов - Джимми Джем — продюсер, аранжировка вокальных партий, аранжировка ритмов | - Тим Лобер — инженер, ассистент - Терри Льюис — продюсер, аранжировка вокальных партий, аранжировка ритмов - Майкл Маккой — ассистент инженера - Майк Оздоззи — мастеринг - Лин Пелтьер — арт-директор - Хавьер Смит — ассистент инженера - Марио Тестино — фотограф - Эллен фон Унверт — фотограф - Брэдли Йост — ассистент инженера |

## Чарты и сертификации
| Страна (1997/1998)         | Высшая позиция |
| -------------------------- | -------------- |
| Австралия                  | 4              |
| Австрия                    | 9              |
| Бельгия (Фландрия)         | 11             |
| Бельгия (Валлония)         | 14             |
| Великобритания             | 2              |
| Венгрия                    | 40             |
| Германия                   | 5              |
| Дания                      | 3              |
| Европа                     | 4              |
| Канада                     | 2              |
| Нидерланды                 | 3              |
| Новая Зеландия             | 8              |
| Норвегия                   | 4              |
| США                        | 1              |
| США Top R&B/Hip-Hop Albums | 2              |
| США Catalog Albums         | 30             |
| Финляндия                  | 19             |
| Франция                    | 5              |
| Швеция                     | 4              |
| Швейцария                  | 5              |
| Япония                     | 10             |

| Страна         | Сертифицирующая организация | Сертификации  |
| -------------- | --------------------------- | ------------- |
| Австралия      | ARIA                        | 3× платиновый |
| Бельгия        | BEA                         | Золотой       |
| Великобритания | BPI                         | Платиновый    |
| Германия       | BM                          | Золотой       |
| Дания          | IFPI                        | Золотой       |
| Европа         | IFPI                        | Платиновый    |
| Канада         | Music Canada                | 3× платиновый |
| Новая Зеландия | RIANZ                       | Платиновый    |
| США            | RIAA                        | 3× платиновый |
| Тайвань        | RIT                         | Золотой       |
| Франция        | SNEP                        | Платиновый    |
| Швейцария      | IFPI                        | Платиновый    |
| Япония         | RIAJ                        | Платиновый    |

### Годовые чарты
| Годовой чарт              | Позиция |
| ------------------------- | ------- |
| Австралия (1997)          | 42      |
| Австралия (1998)          | 82      |
| Бельгия (Валлония) (1997) | 85      |
| Бельгия (Фландрия) (1998) | 43      |
| Бельгия (Валлония) (1998) | 39      |
| Дания (1998)              | 20      |
| Италия (1998)             | 42      |
| Канада (1998)             | 34      |
| США (1997)                | 115     |
| США (1998)                | 27      |
| Франция (1998)            | 17      |
| Швейцария (1998)          | 43      |

|}

## Награды и номинации
| Год  | Награда                 | Номинированная работа              | Категория                                                                                 | Результат |
| ---- | ----------------------- | ---------------------------------- | ----------------------------------------------------------------------------------------- | --------- |
| 1997 | MVPA                    | «Got ’til It’s Gone»               | Видео года                                                                                | Номинация |
| 1997 | MVPA                    | «Got ’til It’s Gone»               | Поп-видео года                                                                            | Номинация |
| 1997 | MVPA                    | «Got ’til It’s Gone»               | Лучшая постановка                                                                         | Номинация |
| 1997 | MVPA                    | «Got ’til It’s Gone»               | Режиссёр года                                                                             | Номинация |
| 1998 | «Грэмми»                | «Got ’til It’s Gone»               | Лучшее короткое музыкальное видео                                                         | Победа    |
| 1998 | VH-1 Fashion Awards     | «Got ’til It’s Gone»               | Самое стильное музыкальное видео                                                          | Победа    |
| 1998 | Soul Train Music Awards | The Velvet Rope                    | Лучший женский альбом года                                                                | Номинация |
| 1998 | Lady of Soul Awards     | The Velvet Rope                    | Альбом года в стиле R&B/соул                                                              | Номинация |
| 1998 | Lady of Soul Awards     | «I Get Lonely»                     | Лучший сольный сингл в стиле R&B/соул                                                     | Номинация |
| 1998 | Lady of Soul Awards     | «I Get Lonely»                     | Лучшее музыкальное видео в стиле R&B/соул или рэп                                         | Номинация |
| 1998 | MTV Video Music Awards  | «Together Again»                   | Лучшее танцевальное видео                                                                 | Номинация |
| 1998 | GLAAD Media Awards      | The Velvet Rope                    | Выдающийся музыкальный альбом года                                                        | Победа    |
| 1999 | «Грэмми»                | «I Get Lonely»                     | Лучшее женское вокальное исполнение в стиле R&B                                           | Номинация |
| 1999 | American Music Awards   | The Velvet Rope                    | Лучшая R&B/соул исполнительница                                                           | Победа    |
| 1999 | «Эмми»                  | Janet: The Velvet Rope live on HBO | Выдающиеся съёмка/монтаж/видео для специального показа                                    | Победа    |
| 1999 | «Эмми»                  | Janet: The Velvet Rope live on HBO | Выдающаяся хореография                                                                    | Номинация |
| 1999 | «Эмми»                  | Janet: The Velvet Rope live on HBO | Выдающееся освещение для драмы, телесериала, мини-сериала, фильма или специального показа | Номинация |
| 1999 | «Эмми»                  | Janet: The Velvet Rope live on HBO | Выдающаяся музыкальная режиссура                                                          | Номинация |

### Рейтинги и списки
| Издание           | Страна  | Рейтинг/Список                                         | Год  | Источник |
| ----------------- | ------- | ------------------------------------------------------ | ---- | -------- |
| The Village Voice | США     | Pazz & Jop: альбомы года (24-е место)                  | 1997 | [ 79 ]   |
| Роберт Кристгау   | США     | «Альбомы года» (48-е место)                            | 1997 | [ 80 ]   |
| Spin              | США     | «Лучшие альбомы года» (15-е место)                     | 1997 | [ 82 ]   |
| Billboard         | США     | «Лучшие альбомы года» (2-е место)                      | 1997 | [ 83 ]   |
| Libération        | Франция | «Главные международные релизы года» (без ранжирования) | 1997 | [ 84 ]   |
| Rolling Stone     | США     | «500 величайших альбомов всех времён» (256-е место)    | 2003 | [ 118 ]  |
| Rolling Stone     | США     | «500 величайших альбомов всех времён» (259-е место)    | 2012 | [ 118 ]  |
| Slant Magazine    | США     | «Лучшие альбомы 1990-х годов» (95-е место)             | 2011 | [ 119 ]  |